# КК Гостивар
КК Гостивар је македонски кошаркашки клуб из Гостивара.

## Историја
Клуб је основан 1954. године под именом КК Маврово. Током година клуб је често мењао имена - КК Готекс, КК Вардар-Комерц, КК Гостивар, КК Никол Ферт. Клуб је три пута освајао Републичку лигу Македоније : 1965, 1967, 1968. Дуго су чекали на свој следећи трофеј који су освојили 2000. године када су освојили Првенство Македоније. Следеће сезоне су освојили и свој први национални куп који су и наредне године одбранили.

## Успеси
- Првенство Македоније:
  - Првак (1) : 2000/01.

- Куп Македоније:
  - Победник (2) : 2001, 2002.